# 蘇國慶
蘇國慶（1989年—），閩南裔台灣人，客家大戲演員、藝術家。為榮興客家採茶劇團主要演員，慶美園亂彈劇團擔任演員，國立台灣戲曲學院客家戲學系小生組、台北藝術大學傳音系客家唱腔 （页面存档备份，存于） 兼任教師。

## 生平
1999年考入台灣戲曲專科學校就讀國小五年級，成為戲曲學院客家戲第一期的學生。12歲開始參加榮興「客家戲曲表演人才培訓」計畫，客家戲曲生涯已達20餘年。2012年畢業於國立台灣戲曲學院客家戲學系獲得學士學位。2021年畢業於佛光大學文化資產與創意學系碩士班獲得文學碩士學位。為榮興客家採茶劇團及慶美園亂彈劇團為生行主要演員，並且在國立台灣戲曲學院客家戲學系及台北藝術大學傳統音樂學系擔任兼任教師。曾多次參與國家戲劇院的演出和客家電視台的戲曲錄製，及參與大戲劇本修編。
主演的客家大戲劇目有-
《楊家心臼》 楊宗保、《背叛 》二王子、《三山國王傳奇  》楊堅、《潛園風月  》林占梅、《六國封相-蘇秦  》蘇秦、《膨風美人  》鄧榮光、《駝背漢與花姑娘  》次郎、《戲夢情緣》段紹文、《地獄變  》吳道子、《一夜新娘一世妻  》邱信、《中元的構圖  》阿木、《天上人間桃花源  》牛郎星、《少年英雄  》姜紹祖、《蘭芳傳》羅芳伯、《喜脈風雲》李琪、《大山客》陳志明等；錄製的客家電視台優秀客家劇目包括《美郎君》、《春江》、《雌雄鞭》、《貂蟬》、《白娘子》、《巧計勸夫郎》、《何明勳過臺灣》等。2020年，於潘玉嬌老師亂彈戲傳習藝生結業，主演亂彈戲《黃鶴樓》周瑜、《鬧西河》高風豹、《斬影》楊戩、《秦瓊破五關》秦瓊等。
2017年，憑藉榮興客家採茶劇團年度大戲《六國封相-蘇秦》裡飾演的蘇秦（小生）一角入圍文化部「第28屆傳藝金曲獎」最佳個人表演新秀獎。
2020年，憑藉榮興客家採茶劇團年度大戲《地獄變》裡飾演的吳道子（老生）一角榮獲文化部「第31屆傳藝金曲獎」最佳個人表演新秀獎。